# يوجين جيتر
يوجين جيتر (بالأوكرانية: Юджін Джетер) (بالإنجليزية: Eugene Jeter) مواليد 1 ديسمبر 1983 في لوس أنجلوس، هو لاعب كرة سلة أوكراني أمريكي بدأ مسيرته الاحترافية في سنة 2006 يلعب في الرابطة الصينية لكرة السلة كلاعب هجوم خلفي ويحمل الرقم 3. يبلغ طوله 5 قدم 11 بوصة (1.8 م).

## فرق لعب لها
- بالونكيستو مالقا
- سكرامنتو كينغز
- جوفينتوت بادالونا
- ليموج سي إس بي

## إحصائيات المسيرة

### الرابطة الوطنية لكرة السلة

#### الموسم الاعتيادي
| السنة   | الفريق         | لعب | بدأ | دقيقة | ميداني% | ثلاثية | حرة  | ارتداد | صنع | استلاب | تصدي | نقطة |
| ------- | -------------- | --- | --- | ----- | ------- | ------ | ---- | ------ | --- | ------ | ---- | ---- |
| 2010–11 | سكرامنتو كينغز | 62  | 1   | 13.8  | .409    | .200   | .902 | 1.1    | 2.6 | .5     | .0   | 4.1  |
| المسيرة |                | 62  | 1   | 13.8  | .409    | .200   | .902 | 1.1    | 2.6 | .5     | .0   | 4.1  |

## روابط خارجية
- يوجين جيتر على موقع الاتحاد الدولي لكرة السلة (الإنجليزية)
- يوجين جيتر على موقع الدوري الأوروبي لكرة السلة (الإنجليزية)
- يوجين جيتر على موقع إن بي أي (الإنجليزية)
- يوجين جيتر على موقع سبورتس رفرنس (الإنجليزية)
- يوجين جيتر على موقع الدوري الإسباني لكرة السلة (الإسبانية)
- يوجين جيتر على موقع كرة السلة الأوروبية.كوم (الإنجليزية)
- يوجين جيتر على موقع DraftExpress.com (الإنجليزية)
- يوجين جيتر على موقع كلية كرة السلة في سبورتس رفرنس.كوم (الإنجليزية)
- يوجين جيتر على موقع ريلجم (الإنجليزية)
- يوجين جيتر على موقع بروبوليرز (الإنجليزية)